# 金鑫街駅
金鑫街駅（きんきんがい-えき）は、中華人民共和国吉林省長春市に位置する長春軌道交通3号線の駅である。

## 駅周辺
- 長春中医薬大学

## 歴史
- 2006年12月26日 - 開業。

## 隣の駅
長春軌道交通
■3号線
世紀広場駅 - 金鑫街駅 - 博碩路駅